# Helicoconis panticosa
Helicoconis panticosa är en insektsart som beskrevs av Ohm 1965. Helicoconis panticosa ingår i släktet Helicoconis och familjen vaxsländor. Inga underarter finns listade i Catalogue of Life.